# チンクル
チンクル（Tincle）は、任天堂のコンピュータゲーム『ゼルダの伝説』シリーズに登場するキャラクター。英語でのキャラクター名はTingle。キャラクターデザインは今村孝矢。

## 概要
『ゼルダの伝説 ムジュラの仮面』より登場。35歳独身、全身緑のタイツに濃い顔をしており、妖精に憧れている。「チンクル、チンクル、クルリンパ」という自分で考えた謎の呪文（妖精のおまじないらしい）を唱える。ゲーム中では地図を描いたりするなど、主にプレイヤーキャラクターの手助けをする役割として描かれるが、『ゼルダの伝説 4つの剣+』ではお邪魔キャラクターとして登場することも。スピンオフ作品『もぎたてチンクルのばら色ルッピーランド』では主役に抜擢されるなど活躍の場を広げている。
ただし、『ゼルダの伝説』は「格好良くてシリアスなゲーム」と認知される傾向の強い日本国外では、「チンクルは『ゼルダの伝説』シリーズの重厚な世界観に合わない」として、その存在をひどく嫌うプレイヤーも存在する。『ルッピーランド』は北米では発売されず、ヨーロッパでは発売されたものの売れ行きは芳しくなかった。
『ゼルダの伝説』シリーズ総合プロデューサーの青沼英二はチンクルについて、「嫌いではないです（笑）。ゼルダシリーズに積極的に絡めていくかどうかというと、難しいキャラクターなんですが」と語り、「具体的なモデルはいませんが、うちのデザイナーの友達の昔のあだ名がチンクルだという話は聞いたことがあります」と由来を明かしている。
音声は、『ムジュラの仮面』では声優の大西健晴、『風のタクト』以降では同じく声優の宮田浩徳が、『ルッピーランド』、『チンクルのバルーンファイトDS』、『できすぎチンクルパック』、『いろづきチンクルの恋のバルーントリップ』では倉島一幸（『ルッピーランド』のアートディレクター）が担当している。

## 出演作品
ゼルダの伝説 ムジュラの仮面
シリーズ初登場。地図を描き、売ってくれることでリンクの手助けをする。真っ赤で巨大な風船を背中に背負い浮かびながら下界を見下ろし地図の製作を行っている。妖精を連れているリンクに憧れるなど純粋な性格として描かれている。弓矢、フックショット、デクナッツリンクのシャボンなどで風船を割ることで降りてくる。自分で考えた妖精のおまじないなど、自我の世界観が少々厳しく「まねするなよ」などと言ってきたりもした。
彼の父親は沼地のボートクルーズを経営している。およそ常軌を逸した恰好や振る舞いで出歩き回っている息子を苦く思っている様子だが、「根は優しい奴なんです」とも語る。血筋が普通の人間（タルミナ人）なので妖精でも何でもない。
ゼルダの伝説 ふしぎの木の実
時空の章でゲームボーイ唯一の登場。
ゼルダの伝説 風のタクト
とある牢屋に閉じ込められていたところをリンクに助け出される。その際にリンクにチンクルシーバー（Wii U版ではチンクルボトル）を授ける。「チンクル島」という、自分の顔の形をしている上、自分の顔を模した塔がそびえ立つ島に住んでいる。ナックルとアンクルという名前の兄弟2人と、容姿がそっくりなキャラクター「ディビットJr.」が登場する。『ムジュラの仮面』の時とは顔が変わり、ギョロ目だった目が細目になっている。「地図の解読に高額のルピーを要求する」などというやや意地悪めいたキャラクターになったのは今作から。
ゼルダの伝説 4つの剣+
ハイラルアドベンチャーおよびナビトラッカーズにて登場。ハイラルアドベンチャーではフォースを取りに来るお邪魔キャラクターとして、ナビトラッカーズでは『風のタクト』に登場したチンクルが1人プレイ時の対戦相手として登場する。前者はかなり意地悪なお邪魔キャラとして、後者は比較的友好的な面も見せるキャラクターとなっている。また、ナビトラッカーズでは強さを設定でき、高レベルだと本気を超えた凄まじい実力を見せてくる。
ゼルダの伝説 ふしぎのぼうし
2人の兄弟およびデイビットJr.と共に登場。「カケラあわせ」の相手となる。
ゼルダの伝説 トワイライトプリンセス
チンクル本人ではないが、チンクル姿の男がスタアマンとして登場。通称リアルチンクル。一見した所さわやかな美男子であるが、金に汚く腹黒い。純粋な『ムジュラの仮面』のチンクルとは正反対の人間性で、金に執着心が強いのは『風のタクト』に似ている。アレルギーなのか、ウルフリンクの状態でテントに入るとくしゃみをする。
もぎたてチンクルのばら色ルッピーランド
主人公として登場。毎日を無気力に過ごしていた35歳無職独身の男が、ルピじいにチンクルの名を授けられるという設定。他の作品では地図を売るなど、何らかの仕事をこなしていたため、完全なるニートとして登場したのはこれが初めて。酒池肉林のルッピーランドを夢見、一念発起して金（ルピー）集めに奔走。世界各地を冒険し、集めた素材でスープや薬を作って売りさばき、時にはお宝目当てにダンジョンに潜りボスと戦う。
チンクルのバルーンファイトDS
主人公として登場。
できすぎチンクルパック
チンクルをモチーフとしたツール集。
いろづきチンクルの恋のバルーントリップ
主人公として登場。バンプールの公式サイトの説明によれば、緑のタイツを着た変質者が恋をするストーリーだという。多くのゼルダシリーズとは違い、現実に近い雰囲気の世界に住んでおり、テレビの通販で購入した怪しい本の中の世界に引きずりこまれ、本の物語の主人公として緑のタイツを着せられエメラルドシティまで旅させられることになる。
5人の恋人候補が登場しており、恋愛要素も絡んでくる。
ゼルダの伝説 大地の汽笛
ハイラル城下町のよろずや等にチンクルの人形（非売品）が飾られている。
ゼルダの伝説 スカイウォードソード
ゼルダの部屋の棚にチンクルの人形が飾られている。
ゼルダ無双
ダウンロードコンテンツを購入することにより使用可能となる。Switch版ではアドベンチャーモードで特定のステージをクリアすると使用可能になる。
使用武器は「風船」。ムジュラの仮面のキャラクターとしての参戦であるが、声優は『風のタクト』以降の宮田浩徳が担当している。また、武器の名前が「ばら色」「いろづき」であったり、爆弾や黄金像を利用するなど風のタクトやDS二作品におけるチンクルの要素も含まれている。呪文「クルリンパ」は魔力解放始動時や勝利時などで見られる。
ゼルダの伝説 ブレス オブ ザ ワイルド
チンクルは登場しないが、ダウンロードコンテンツ第二弾の追加アイテムに「チンクルの頭巾」「チンクルの服」「チンクルのズボン」が存在する。全身に装備すると夜間移動ボーナスに加えNPCから警戒される効果がある。

## ゼルダの伝説シリーズ以外の出演作品
大乱闘スマッシュブラザーズDX
ステージ「グレートベイ」にやくものとして登場。風船で空を飛んでいるだけで、特に何もしてこない。風船は足場として利用できる。ただし、風船を直接（接近して）攻撃すると2%ダメージを受ける。
大乱闘スマッシュブラザーズX
『風のタクト』版の姿でアシストフィギュアとして登場。クルリンパでサポートする。効果は画面をズームにしたり、ハンマーをばら撒いたりと様々。
大乱闘スマッシュブラザーズ for Nintendo 3DS / Wii U
『X』に引き続きアシストフィギュアで登場。
大乱闘スマッシュブラザーズ SPECIAL
アシストフィギュアではなくなったが、『DX』から復刻されたグレートベイには登場している。『ムジュラの仮面』版の姿のスピリットも存在している。